# Jean Baptiste Lucien Buquet
Pour les articles homonymes, voir Buquet.
Jean Baptiste Lucien Buquet est un entomologiste français, né le 4 mars 1807 à Dieuze et mort le 14 décembre 1889 à Paris.

## Biographie
Cet entomologiste et marchand d’insectes se consacre principalement aux coléoptères. Il décrit de nombreux nouveaux taxons (genres et espèces). Il reçoit, grâce à son commerce, de nombreux coléoptères exotiques notamment des Dynastidae, des Buprestidae, des Lucanidae et des Scarabaeidae. Il vend également des lépidoptères, spécialement des Morpho et des Agrias. Les animaux viennent principalement de l’empire colonial français. Il est membre de la Société entomologique de France.
Il meurt à son domicile, no 52 rue Saint-Placide à Paris, et est inhumé dans le cimetière du Montparnasse.

## Liste partielle des publications
- 1834 : Description de onze espèces nouvelles du genre Lebia ; rapportées de Cayenne par M. Leprieur. Annales de la Société entomologique de France 3 : 673-681.
- 1835 : Description d’un Coléoptère nouveau, du genre Goliathus (de Lamarck). Annales de la Société entomologique de France, 4 : 135-137 (1835).
- 1836 : Annales de la Société entomologique de France 5 : 201-207.
- 1854 : Description d'une nouvelle espèce de Buprestide du genre Polybothris. Annales de la Société entomologique de France, (3) 2 : 75-76.
- 1859 : Mémoire sur deux genres nouveaux de coléoptères de la famille des longicornes (Oxilus et Sthelenus), suivi de la description de plusieurs espèces appartenant aux genres Platyarthron, Oeme (Sclerocerus Dej.), Clytus, Apriona, Cerosterna et Acanthoderus. Annales de la Société entomologique de France, Paris, 7 (3) : 619-636.

## Distinctions
- Chevalier de la Légion d'honneur (1856)

## Source
- Traduction de l'article de langue anglaise de Wikipédia (version du 1er mai 2007).